# Bassus postfurcalis
Bassus postfurcalis är en stekelart som först beskrevs av Szepligeti 1914.  Bassus postfurcalis ingår i släktet Bassus och familjen bracksteklar. Inga underarter finns listade.